# Pelidnota touroulti
Pelidnota touroulti es una especie de escarabajo del género Pelidnota, familia Scarabaeidae. Fue descrita científicamente por Soula en 2008.
Especie nativa de la región neotropical. Habita en Guayana Francesa.